# اولدبوری، میدلندز غربی
1 = 240px
اولدبوری، میدلندز غربیlatitudeاولدبوری، میدلندز غربیlongitudeاولدبوری، میدلندز غربی
اولدبوری، میدلندز غربی (به انگلیسی: Oldbury, West Midlands) یک شهرک در بریتانیا است که در انگلستان واقع شده‌است.

## خصوصیات
اولدبوری ۲۳٬۹۶۴ نفر جمعیت دارد.